# Филипово (Хасковская область)
Филипово (болг. Филипово) — село в Болгарии. Находится в Хасковской области, входит в общину Тополовград. Население составляет 14 человек.

## Политическая ситуация
Кмет (мэр) общины Тополовград — Евтимия Петрова Карачолова (Зелёные) по результатам выборов в правление общины.